# Rasa Vitkauskienė

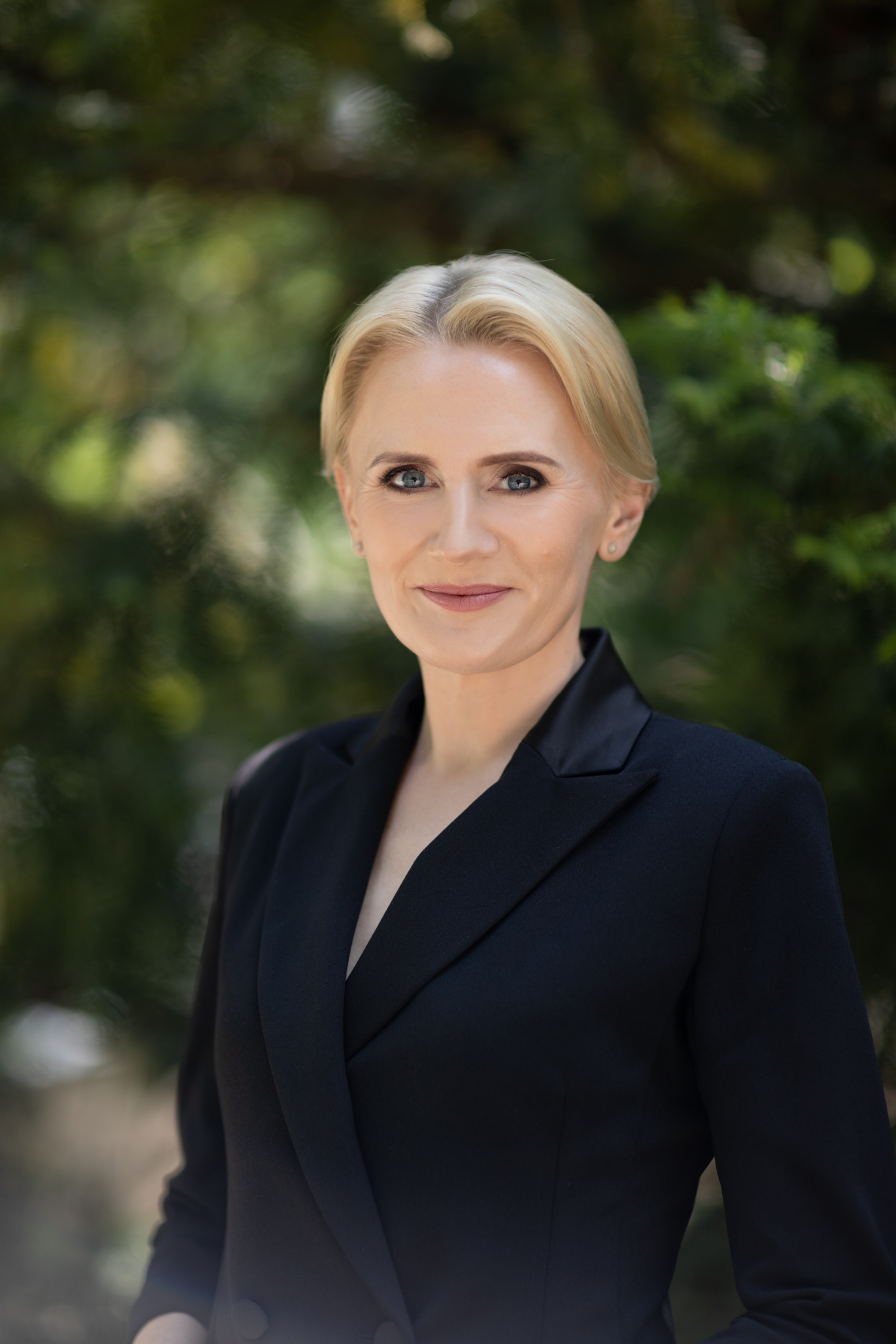
Rasa Vitkauskienė, 2023

Rasa Vitkauskienė (* 24. September 1983 in Alytus) ist eine litauische linke Politikerin, seit 2023 Bürgermeisterin der Rajongemeinde Alytus.

## Leben
Nach dem Abitur am Gymnasium 2003 absolvierte Rasa Vitkauskienė von 2003 bis 2007 das Bachelorstudium und von 2007 bis 2009 das Zivilrecht-Masterstudium der Rechtswissenschaft  an der Mykolas-Römer-Universität in Vilnius. Von
2008 bis 2011 war sie Chefspezialistin der Rechtsabteilung der Verwaltung  und von 2011 bis  2015 stellvertretende Verwaltungsdirektorin
der Rajongemeinde Alytus. Von 2015 bis 2017 leitete sie als Direktorin die nationale Behörde (Verwaltung des Kindergeldfonds beim Ministerium für soziale Sicherheit und Arbeit).Von 2017 bis 2022 war sie Leiterin der Abteilung für öffentliches Beschaffungswesen der Verwaltung der Stadtgemeinde Alytus. Von 2015 bis  2023 war Rasa Vitkauskienė Mitglied des Rats und seit 2023 ist sie Bürgermeisterin der Rajongemeinde Alytus.
Rasa Vitkauskienė ist Mitglied der Partei Demokratų sąjunga Vardan Lietuvos. Davor war sie Mitglied von Darbo partija und früher Naujoji Sąjunga.

## Familie
Rasa Vitkauskienė ist verheiratet.